# Joachim Kügler (Jurist)
Joachim Kügler (* 19. Mai 1926 in Frankfurt am Main; † 25. Dezember 2012 in Gummersbach) war ein deutscher Jurist und Ankläger beim ersten Frankfurter Auschwitzprozess.

## Leben
Joachim Kügler besuchte die Volksschule und das humanistische Gymnasium in Frankfurt, war ab 1943 Luftwaffenhelfer, leistete Arbeitsdienst, wurde Gebirgsjäger und kam noch für kurze Zeit in Kriegsgefangenschaft. Nach dem am 20. Dezember 1946 bestandenen Abitur studierte er Rechtswissenschaft an der Johann Wolfgang Goethe-Universität Frankfurt am Main. Nach dem Referendarexamen und dem Großen juristischen Staatsexamen im Jahr 1951 war er zunächst Anwaltsassessor, trat dann in den Staatsdienst ein und war Gerichtsassessor bei der Amtsanwaltschaft in Frankfurt sowie bei der Staatsanwaltschaft in Darmstadt und Frankfurt.
Kügler wurde zum Staatsanwalt ernannt und war ab Mitte 1959 bei den Ermittlungen, der Verfassung der Anklage und der Teilnahme an der Hauptverhandlung bis zum Urteil am 20. August 1965 im Frankfurter Auschwitzverfahren tätig. Er war von Fritz Bauer, dem Generalstaatsanwalt in Hessen, für diese Aufgabe ausgewählt worden und vertrat gemeinsam mit den beiden Staatsanwälten Gerhard Wiese und Georg Friedrich Vogel (1926–2007) die Anklage.
Gegen den ausdrücklich erklärten Wunsch des Generalstaatsanwalts Bauer und des Staatssekretärs im hessischen Justizministerium Rosenthal-Pelldram, bei der Staatsanwaltschaft zu bleiben, schied er Ende 1965 aus dem Justizdienst aus, wurde als Rechtsanwalt zugelassen und eröffnete am 20. Dezember 1965 eine Anwaltspraxis in Frankfurt am Main. Im Jahr 1976 wurde er zum Notar bestellt. Darüber hinaus war er ehrenamtlich als Ehrenrichter zunächst bei dem Ehrengericht für Rechtsanwälte aus dem Landgerichtsbezirk Frankfurt und sodann bei dem Ehrengerichtshof für Rechtsanwälte aus dem Oberlandesgerichtsbezirk Frankfurt bestellt, bis er am 1. Juni 1991 in den Ruhestand trat.
1993 meldete er seinen Hauptwohnsitz im oberbergischen Wiehl an, wo er zurückgezogen seinen Lebensabend verbrachte. Im Juli 2012 zog Joachim Kügler in die Seniorenresidenz „Am Burgberg“ in Reichshof-Denklingen. Von dort wurde er Mitte Dezember ins Gummersbacher Krankenhaus gebracht, wo er am ersten Weihnachtstag verstarb.
Joachim Kügler hatte am Ende keinerlei Vermögen, und da sich keine Angehörigen identifizieren ließen, die für sein Begräbnis hätten aufkommen können, wurde er zunächst auf dem Grotenbach-Friedhof in Gummersbach in einem anonymen Urnengrab beigesetzt.
Die Filmemacherin Ilona Ziok hatte Joachim Kügler mehrfach für ihren auf der Berlinale 2010 aufgeführten Dokumentarfilm Fritz Bauer – Tod auf Raten interviewt, in dem er als Zeitzeuge auftrat. Bei einem Gespräch mit dem Frankfurter Immobilienkaufmann Ardi Goldman berichtete Ziok diesem Anfang 2015 von dem ihr bekannten Herzenswunsch Küglers, nach Frankfurt heimzukehren. Daraufhin organisierte Goldman im Jahr 2015 die Überführung der sterblichen Überreste Joachim Küglers von Gummersbach nach Frankfurt am Main, wo ihm am 30. September 2015 mehr als hundert Menschen das letzte Geleit gaben, als er auf dem Hauptfriedhof in einem Ehrengrab bestattet wurde. Bei der Feier in der Trauerhalle des Hauptfriedhofs würdigten neben Ardi Goldman der ehemalige hessische Staatsminister Rupert von Plottnitz, Werner Renz vom Fritz Bauer Institut und Harry Schnabel, Gemeindevorstand der Jüdischen Gemeinde Frankfurt am Main, Küglers Rolle im Auschwitz-Prozess. Offizielle Vertreter der Stadt Frankfurt am Main konnten ihre Teilnahme an der Feier nicht ermöglichen.
Nach Rupert von Plottnitz bleibt die Beharrlichkeit, mit der Kügler für die Anerkennung all derer kämpfte, die im  KZ Auschwitz der Barbarei der Nationalsozialisten zum Opfer gefallen waren, „sein großes rechtshistorisches und rechtsstaatliches Verdienst.“

## Grabinschrift
Der Grabstein von Joachim Kügler trägt die Inschrift: „Sie haben es nicht gewusst, wollen Sie sagen?“, das wohl bekannteste Zitat des Staatsanwalts aus dem Auschwitz-Prozess. Es stammt aus der Vernehmung von Robert Mulka, dem ehemaligen Adjutanten und Stellvertreter von Rudolf Höß und ranghöchsten Angeklagten im ersten Auschwitz-Prozess. Die komplette Passage lautet:
Mulka: „Davon bekam ich keine Kenntnis.“
Kügler: „Sie wollen also sagen, Sie haben damals, als Sie Adjutant waren, nicht gewusst, dass die LKW eingesetzt wurden, um die zur Vergasung Bestimmten zu den Gaskammern zu transportieren?“
Mulka: „Nein, man fragte mich nicht danach.“
Kügler: „Sie haben es nicht gewusst, wollen Sie sagen?“
Mulka: „Nein!“